# Betsiboka (fiume)
Il Betsiboka è un fiume che scorre nel Madagascar nord-occidentale. Origina nei pressi della Falesia dell'Angavo, a 1755 m di altitudine, e sfocia, con un grande delta, nella baia di Bombetoka (Canale del Mozambico), le cui coste ospitano una delle foreste litoranee a mangrovie più estese del Madagascar.
Ha un bacino di 11800 km². Il fiume porta verso il mare una grande quantità di limo di colore arancio rossastro. La rimozione della foresta pluviale per far posto alle coltivazioni e all'allevamento ha portato all'attuale perdita di suolo per erosione, pari a 250 tonnellate per ettaro e per anno: si tratta dell'erosione più intensa registrata al mondo. Tra i suoi principali affluenti vi sono i fiumi Mahajamba, Isandrano e Ikopa. Nella
piana alluvionale che attraversa nel suo corso inferiore sono presenti oltre 150 piccoli laghi tra i quali i più estesi sono Amparihibe-Sud (12,5 km²), Ambania (9,1 km²) e Amboromalandy (6,6 km²).